# Hans Oeschger
Hans Oeschger (1927-1998) fue un destacado geógrafo suizo, famoso por ser el fundador de la División de Climatología del Instituto de Geografía de la Universidad de Berna en 1963 y ser su director hasta su jubilación en 1992 .
Oeschger fue un pionero y líder en la investigación de muestras de hielo de glaciares. En colaboración con sus colegas, fue el primero en medir el cambio glacial - interglacial del Pleistoceno - Holoceno a través de la medición del CO2 atmosférico que se encuentra atrapado en el hielo glacial. Ellos demostraron en 1979 que la concentración atmosférica de CO2 durante la glaciación fue casi un 50 % más bajo que en la actualidad.
Oeschger fue el primero en descubrir la "edad" de las aguas profundas del Pacífico. El contador Oeschger fue el instrumento principal que por muchos años que usaron los investigadores y el propio equipo de Oeschger para medir la actividad de los radioisótopos presentes en la naturaleza (3H, 14C, 26Al, 37Ar, 39Ar, 81Kr, 85Kr).
Junto con sus colegas Chester C. Langway y Willi Dansgaard, documentó una serie de cambios climáticos abruptos en los núcleos de hielo de Groenlandia ahora conocidos como eventos Dansgaard - Oeschger.
Hans Oeschger estaba profundamente preocupado por el potencial de un aumento del efecto invernadero causado por el constante aumento del CO2 atmosférico por causas humanas. Él dijo: "Lo peor para mí sería, que haya cambios importantes en los próximos 5 a 10 años y que los científicos se sientan impotentes y no tengan el coraje de señalar temprano al mundo la ocurrencia de estos peligrosos acontecimientos."
Fue un autor principal del Primer Informe de Evaluación del Grupo Intergubernamental de Expertos sobre el Cambio Climático.

## Honores

### Eponimia
La Sociedad Geofísica Europea estableció la Medalla Hans Oeschger en su honor en 2001.
El centro de excelencia para la investigación del clima en la Universidad de Berna (Centro Oeschger para la Investigación del Cambio Climático), que fue fundada en 2007, lleva el nombre de Hans Oeschger.
- Datos: Q120565